# Adama Malouda Traoré
Adama Malouda Traoré (Bamako, 5 de junio de 1995), también conocido como Adama Traoré, es un futbolista maliense que juega para el Gençlerbirliği S. K. de Turquía y la selección de Malí como delantero.

## Trayectoria

### Mazembe
En 2011 se unió a las filas juveniles de Olympique Bamako, y en el verano de 2013 se unió a TP Mazembe. Hizo su debut en la Liga de Campeones de la CAF en un empate 0-0 ante la  Egipcia equipo  Zamalek en la fase de grupos de la Liga de Campeones de la CAF 2014. El 10 de agosto de 2014 marcó su primer gol en la Liga de Campeones de la CAF, en una victoria en casa por 3-1 contra el Al-Hilal Omdurmán. La siguiente temporada ayudó a TP Mazembe a ganar un quinto título continental, jugando en ambas etapas de la final contra USM Alger, acercándose en el segundo partido cuando su disparo del rango cercano no alcanzó el objetivo por poco. Mazembe se clasificó para la Copa Mundial de Clubes de la FIFA 2015 en Japón, donde terminaron sextos tras perder ante Sanfrecce Hiroshima y  América.
El 20 de febrero de 2016 ganó la Supercopa de la CAF 2016, después de una victoria por 2-1 sobre el  Étoile du Sahel. En el 2016 temporada, después de perder 3–1 en total ante el Wydad Casablanca, Mazembe se clasificó para las ronda de play-off de la Liga de Campeones de África donde se enfrentaron al Stade Gabèsien. 
Hizo su debut en la Copa Confederación CAF en el partido de ida ante el Gabèsien y fue sustituido en el minuto 69 por Déo Kanda. Mazembe finalmente llegó hasta el final y el 6 de noviembre de 2016 ganó su primer título de la Copa Confederación después de derrotar a MO Béjaïa en la final de la Copa Confederación CAF 2016. Mazembe obtuvo la Copa Confederación de la próxima temporada, cuando derrotó a  Supersport United en la final de la Copa Confederación CAF 2017. Traoré anotó en el partido de ida cuando su golpe se abrió paso entre una multitud de jugadores dejando a Ronwen Williams muy poco tiempo para reaccionar. Traoré también ganó las temporadas de liga 2013-14, 2015-16 y 2016-17 con Mazembe.

### Metz
El 20 de agosto de 2018 se unió al club francés FC Metz con un contrato de cuatro años. Hizo su debut en la Ligue 2 el 17 de septiembre, entrando como suplente en el minuto 87 por Opa Nguette en una victoria por 3-1 sobre el Béziers. En enero de 2019 fue cedido al Orleans de la misma liga hasta el final de la temporada.
Fue cedido al Al-Adalah Club de la Liga Profesional Saudí el 19 de enero de 2020 por el resto de la temporada. En julio el préstamo se extendió hasta septiembre para que pudiera terminar la temporada que había sido interrumpida por la  pandemia de COVID-19.

### Sheriff Tiraspol
El 10 de febrero de 2021 firmó por el Sheriff Tiraspol, y el 15 de septiembre marcó un gol contra el FC Shakhtar Donetsk en lo que fue el primer partido del Sheriff Tiraspol en la Liga de Campeones de la UEFA. El Sheriff logró, además, su primera victoria en la competición, por un resultado de 2-0.

## Selección nacional

### Categorías inferiores
Traoré formó parte de la selección de fútbol sub-20 de Malí que participó en la Copa Mundial Sub-20 de 2013 en Turquía. Sólo jugó un partido en el que fue retirado en el medio tiempo por Tiécoro Keita, en una derrota por 4-1 contra México, ya que Malí cayó en la fase de grupos.

#### Participaciones en Copas del Mundo
| Mundial                     | Sede    | Resultado      | Partidos | Goles |
| --------------------------- | ------- | -------------- | -------- | ----- |
| Copa Mundial Sub-20 de 2013 | Turquía | Fase de grupos | 1        | 0     |

### Selección absoluta
El 6 de julio de 2013 hizo su debut con la selección nacional en una victoria por 3–1 Clasificación para el Campeonato Africano de Naciones 2014 sobre la Guinea. El 6 de enero de 2014 fue incluido en el equipo de 23 hombres de Malí para el Campeonato Africano de Naciones 2014. Cinco días después , marcó su primer gol internacional senior en la victoria por 2-1 en el partido inaugural contra el  Nigeria, en un 2- 1 victoria. Después de encabezar el grupo por delante de Nigeria, Mali fue eliminado del torneo en los cuartos de final, 2-1 por Zimbabue. En noviembre de 2015, Traoré fue incluido en el equipo de 21 hombres de Mali para la Copa Africana de Naciones Sub-23 de 2015 en Senegal.
El 16 de junio de 2019 fue incluido en el equipo de 23 hombres de Malí para la Copa Africana de Naciones 2019 en Egipto. El 24 de junio marcó en la victoria por 4-1 en el partido inaugural de su equipo contra Mauritania, entrando en el minuto 61 para Adama Noss Traoré.

#### Participaciones en Copas Africanas
| Copa                           | Sede    | Resultado        | Partidos | Goles |
| ------------------------------ | ------- | ---------------- | -------- | ----- |
| Copa Africana de Naciones 2019 | Egipto  | Octavos de final | 4        | 1     |
| Copa Africana de Naciones 2021 | Camerún | Octavos de final | 4        | 0     |

## Vida personal
Traoré fue compañero de un futbolista también llamado Adama Traoré, que nació en el mismo mes. Los dos también estuvieron en Metz al mismo tiempo, y para distinguirlos, este último también se conocía como Adama Noss Traoré.

## Estadísticas

### Clubes
| Club                                       | Temporada        | Liga     | Liga  | Liga   | Copas nacionales(1) | Copas nacionales(1) | Copas internacionales | Copas internacionales | Copas internacionales | Total    | Total | Total  | Prom. |
| Club                                       | Temporada        | Partidos | Goles | Asist. | Partidos            | Goles               | Partidos              | Goles                 | Asist.                | Partidos | Goles | Asist. | Prom. |
| ------------------------------------------ | ---------------- | -------- | ----- | ------ | ------------------- | ------------------- | --------------------- | --------------------- | --------------------- | -------- | ----- | ------ | ----- |
| TP Mazembe República Democrática del Congo | 2013–14          | —        | —     | —      | —                   | —                   | 3                     | 1                     | 0                     | 3        | 1     | 0      | 0.33  |
| TP Mazembe República Democrática del Congo | 2014–15          | —        | —     | —      | —                   | —                   | 12                    | 0                     | 3                     | 12       | 0     | 3      | 0.00  |
| TP Mazembe República Democrática del Congo | 2015–16          | —        | —     | —      | —                   | —                   | 5                     | 0                     | 0                     | 5        | 0     | 0      | 0.00  |
| TP Mazembe República Democrática del Congo | 2016–17          | —        | —     | —      | —                   | —                   | 3                     | 0                     | 0                     | 3        | 0     | 0      | 0.00  |
| TP Mazembe República Democrática del Congo | 2017–18          | —        | —     | —      | —                   | —                   | 5                     | 0                     | 4                     | 5        | 0     | 4      | 0.00  |
| TP Mazembe República Democrática del Congo | Total club       | 0        | 0     |        | 0                   | 0                   | 28                    | 1                     | 7                     | 28       | 1     | 7      | 0.04  |
| FC Metz Francia                            | 2018-19          | 2        | 0     | 0      | 2                   | 0                   | —                     | —                     | —                     | 4        | 0     | 0      | 0.00  |
| FC Metz Francia                            | Total club       | 2        | 0     | 0      | 2                   | 0                   | 0                     | 0                     | 0                     | 4        | 0     | 0      | 0.00  |
| US Orléans Francia                         | 2018-19          | 6        | 0     | 0      | —                   | —                   | —                     | —                     | —                     | 6        | 0     | 0      | 0.00  |
| US Orléans Francia                         | Total club       | 6        | 0     | 0      | 0                   | 0                   | 0                     | 0                     | 0                     | 6        | 0     | 0      | 0.00  |
| Al-Adalah Club Arabia Saudita              | 2019-20          | 15       | 1     | 0      | —                   | —                   | —                     | —                     | —                     | 15       | 1     | 0      | 0.07  |
| Al-Adalah Club Arabia Saudita              | Total club       | 15       | 1     | 0      | 0                   | 0                   | 0                     | 0                     | 0                     | 15       | 1     | 0      | 0.07  |
| Sheriff Tiraspol Moldavia                  | 2020-21          | 15       | 9     | 6      | 3                   | 1                   | —                     | —                     | —                     | 18       | 10    | 7      | 0.56  |
| Sheriff Tiraspol Moldavia                  | 2021-22          | 23       | 8     | 5      | 4                   | 0                   | 16                    | 7                     | 3                     | 43       | 15    | 9      | 0.37  |
| Sheriff Tiraspol Moldavia                  | Total club       | 38       | 17    | 11     | 6                   | 1                   | 16                    | 7                     | 3                     | 61       | 25    | 16     | 0.42  |
| Total en carrera                           | Total en carrera | 61       | 18    | 11     | 8                   | 1                   | 44                    | 8                     | 11                    | 124      | 27    | 20     | 0.22  |

## Palmarés

### Campeonatos nacionales
| Título              | Club                   | País                            | Año     |
| ------------------- | ---------------------- | ------------------------------- | ------- |
| Linafoot            | TP Mazembe             | República Democrática del Congo | 2013-14 |
| Linafoot            | TP Mazembe             | República Democrática del Congo | 2014-15 |
| Linafoot            | TP Mazembe             | República Democrática del Congo | 2016-17 |
| Ligue 2             | F. C. Metz             | Francia                         | 2018-19 |
| Divizia Națională   | F. C. Sheriff Tiraspol | Moldavia                        | 2020-21 |
| Divizia Națională   | F. C. Sheriff Tiraspol | Moldavia                        | 2021-22 |
| Copa de Moldavia    | F. C. Sheriff Tiraspol | Moldavia                        | 2021-22 |
| Nemzeti Bajnokság I | Ferencváros T. C.      | Hungría                         | 2022-23 |
| Nemzeti Bajnokság I | Ferencváros T. C.      | Hungría                         | 2023-24 |
| Nemzeti Bajnokság I | Ferencváros T. C.      | Hungría                         | 2024-25 |

### Campeonatos internacionales
| Título                       | Club       | País                            | Año  |
| ---------------------------- | ---------- | ------------------------------- | ---- |
| Liga de Campeones de la CAF  | TP Mazembe | República Democrática del Congo | 2015 |
| Copa Confederación de la CAF | TP Mazembe | República Democrática del Congo | 2016 |
| Supercopa de la CAF          | TP Mazembe | República Democrática del Congo | 2016 |
| Copa Confederación de la CAF | TP Mazembe | República Democrática del Congo | 2017 |